# Atelopus sorianoi
Atelopus sorianoi (tên tiếng Anh là Sapito Arlequin De Soriano) là một loài cóc trong họ Bufonidae. Chúng là loài đặc hữu của Venezuela.
Các môi trường sống tự nhiên của chúng là các khu rừng vùng núi ẩm nhiệt đới hoặc cận nhiệt đới và sông. Loài này đang bị đe dọa do mất nơi sống.